# Caixa Econômica Federal
Caixa Econômica Federal est une banque publique du Brésil,,.

## Histoire
Si sa fondation remonte à 1861
, en tant que Caixa Económica e Monte de Socorro, il faut attendre 1967 pour connaître une structure similaire à celle actuelle.